# An Tường (phường)
An Tường là một phường thuộc tỉnh Tuyên Quang, Việt Nam.

## Địa lý
Phường An Tường nằm ở trung tâm thành phố Tuyên Quang, có vị trí địa lý:
- Phía đông giáp xã An Khang và xã Lưỡng Vượng
- Phía tây giáp xã Kim Phú và huyện Yên Sơn
- Phía nam giáp huyện Yên Sơn
- Phía bắc giáp phường Hưng Thành và phường Nông Tiến.

Phường An Tường có diện tích 11,71 km², dân số năm 2022 là 14.758 người, mật độ dân số đạt 1.260 người/km².

## Hành chính
Phường An Tường được chia thành 19 tổ dân phố: 1, 2, 3, 4, 5, 6, 7, 8, 9, 10, 11, 12, 13, 14, 15, 16, 17, 18, 19.

## Lịch sử
Trước đây, An Tường vốn là một xã thuộc huyện Yên Sơn, đồng thời là huyện lỵ của huyện Yên Sơn.
Ngày 27 tháng 12 năm 1975, Quốc hội ban hành Nghị quyết về việc thành lập tỉnh Hà Tuyên trên cơ sở tỉnh Tuyên Quang và tỉnh Hà Giang. Khi đó, xã An Tường thuộc huyện Yên Sơn, tỉnh Hà Tuyên.
Ngày 12 tháng 8 năm 1991, Quốc hội ban hành Nghị quyết về việc chia tỉnh Hà Tuyên thành tỉnh Tuyên Quang và tỉnh Hà Giang. Khi đó, xã An Tường thuộc huyện Yên Sơn, tỉnh Tuyên Quang.
Ngày 3 tháng 9 năm 2008, Chính phủ ban hành Nghị định số 99/2008/NĐ-CP về việc sáp nhập xã An Tường thuộc huyện Yên Sơn vào thị xã Tuyên Quang quản lý.
Ngày 2 tháng 7 năm 2010, Chính phủ ban hành Nghị quyết số 27/NQ-CP về việc thành lập thành phố Tuyên Quang thuộc tỉnh Tuyên Quang. Xã An Tường trực thuộc thành phố Tuyên Quang.
Tính đến ngày 31 tháng 12 năm 2010, xã An Tường có 30 thôn: Viên Châu 1, Viên Châu 2, Viên Châu 3, Trung Việt 1, Trung Việt 2, Tiến Vũ 8, Tiến Vũ 9, Phú Túc, An Hòa 1, An Hòa 2, An Hòa 3, An Hòa 4, Hưng Kiều 1, Hưng Kiều 2, Hưng Kiều 3, Sông Lô 6, Sông Lô 7, Sông Lô 8, Sông Lô 9, Yên Phú, Sông Lô 5, Hưng Kiều 4, Thăng Long 1, Thăng Long 2, Thăng Long 3, Thăng Long 4, Sông Lô 1, Sông Lô 2, Sông Lô 3, Sông Lô 4.
Ngày 19 tháng 3 năm 2019, HĐND tỉnh Tuyên Quang ban hành Nghị quyết số 02/NQ-HĐND về việc:
- Thành lập Thôn 1 trên cơ sở thôn An Hòa 1 và thôn An Hòa 2.
- Thành lập Thôn 2 trên cơ sở thôn An Hòa 3 và thôn An Hòa 4.
- Thành lập Thôn 3 trên cơ sở thôn Hưng Kiều 1.
- Thành lập Thôn 4 trên cơ sở thôn Hưng Kiều 2.
- Thành lập Thôn 5 trên cơ sở thôn Hưng Kiều 3.
- Thành lập Thôn 6 trên cơ sở thôn Hưng Kiều 4.
- Thành lập Thôn 7 trên cơ sở thôn Viên Châu 1 và thôn Viên Châu 3.
- Thành lập Thôn 8 trên cơ sở thôn Viên Châu 2.
- Thành lập Thôn 9 trên cơ sở thôn Trung Việt 1 và thôn Trung Việt 2.
- Thành lập Thôn 10 trên cơ sở thôn Tiến Vũ 8.
- Thành lập Thôn 11 trên cơ sở thôn Tiến Vũ 9.
- Thành lập Thôn 12 trên cơ sở thôn Sông Lô 1 và thôn Sông Lô 2.
- Thành lập Thôn 13 trên cơ sở thôn Sông Lô 3.
- Thành lập Thôn 14 trên cơ sở thôn Sông Lô 4 và thôn Phú Túc.
- Thành lập Thôn 15 trên cơ sở thôn Sông Lô 5 và thôn Sông Lô 6.
- Thành lập Thôn 16 trên cơ sở thôn Sông Lô 7 và thôn Sông Lô 9.
- Thành lập Thôn 17 trên cơ sở thôn Sông Lô 8 và thôn Yên Phú.
- Thành lập Thôn 18 trên cơ sở thôn Thăng Long 1 và thôn Thăng Long 2.
- Thành lập Thôn 19 trên cơ sở thôn Thăng Long 3 và Thăng Long 4.

Xã An Tường có 19 thôn: 1, 2, 3, 4, 5, 6, 7, 8, 9, 10, 11, 12, 13, 14, 15, 16, 17, 18, 19.
Ngày 21 tháng 11 năm 2019, Ủy ban Thường vụ Quốc hội ban hành Nghị quyết 816/NQ-UBTVQH14 về việc sắp xếp các đơn vị hành chính cấp huyện, cấp xã thuộc tỉnh Tuyên Quang (nghị quyết có hiệu lực từ ngày 1 tháng 1 năm 2020). Theo đó, thành lập phường An Tường trên cơ sở toàn bộ 11,71 km² diện tích tự nhiên và 15.010 người của xã An Tường.
Ngày 4 tháng 4 năm 2020, UBND tỉnh Tuyên Quang ban hành Quyết định số 307/QĐ-UBND về việc:
- Chuyển Thôn 1 thành tổ dân phố 1.
- Chuyển Thôn 2 thành tổ dân phố 2.
- Chuyển Thôn 3 thành tổ dân phố 3.
- Chuyển Thôn 4 thành tổ dân phố 4.
- Chuyển Thôn 5 thành tổ dân phố 5.
- Chuyển Thôn 6 thành tổ dân phố 6.
- Chuyển Thôn 7 thành tổ dân phố 7.
- Chuyển Thôn 8 thành tổ dân phố 8.
- Chuyển Thôn 9 thành tổ dân phố 9.
- Chuyển Thôn 10 thành tổ dân phố 10.
- Chuyển Thôn 11 thành tổ dân phố 11.
- Chuyển Thôn 12 thành tổ dân phố 12.
- Chuyển Thôn 13 thành tổ dân phố 13.
- Chuyển Thôn 14 thành tổ dân phố 14.
- Chuyển Thôn 15 thành tổ dân phố 15.
- Chuyển Thôn 16 thành tổ dân phố 16.
- Chuyển Thôn 17 thành tổ dân phố 17.
- Chuyển Thôn 18 thành tổ dân phố 18.
- Chuyển Thôn 19 thành tổ dân phố 19.

Phường An Tường có 19 tổ dân phố: 1, 2, 3, 4, 5, 6, 7, 8, 9, 10, 11, 12, 13, 14, 15, 16, 17, 18, 19.